# The Famous Five (1978)
The Famous Five (Nederlands: De Vijf) is een Brits-Duitse televisieserie, gebaseerd op de gelijknamige boekenserie van Enid Blyton.

## Rolverdeling
- Michele Gallagher als George
- Marcus Harris als Julian
- Gary Russell als Dick
- Jenny Thanisch als Anne
- Toddy (border collie) als Timmy
- Michael Hinz als Uncle Quentin
- Sue Best als Aunt Fanny
- Friedrich von Thun als Rogers

## Afleveringen

### Seizoen 1
- Five Go to Kirrin Island: Part 1 (3 juli 1978)
- Five Go to Kirrin Island: Part 2 (10 juli 1978)
- Five Go Adventuring Again (17 juli 1978)
- Five Go to Smuggler's Top: Part 1 (24 juli 1978)
- Five Go to Smuggler's Top: Part 2 (31 juli 1978)
- Five Go Off in a Caravan (7 augustus 1978)
- Five Go Off to Camp: Part 1 (14 augustus 1978)
- Five Go Off to Camp: Part 2 (21 augustus 1978)
- Five on a Hike Together (4 september 1978)
- Five Go to Mystery Moor (11 september 1978)
- Five on a Secret Trail (18 september 1978)
- Five Go to Billycock Hill (25 september 1978)
- Five on Finniston Farm (2 oktober 1978)

### Seizoen 2
- Five Get Into Trouble - Prisoners (19 november 1978)
- Five Get Into Trouble - Conspiracies (26 november 1978)
- Five Get Into a Fix (3 december 1978)
- Five Are Together Again: Part 1 (10 december 1978)
- Five Are Together Again: Part 2 (17 december 1978)
- Five Have a Wonderful Time (31 december 1978)
- Five Fall Into Adventure: Part 1 (27 juni 1979)
- Five Fall Into Adventure: Part 2 (4 juli 1979)
- Five Run Away Together (11 July 1979)
- Five Go to Demon's Rocks: Part 1 (18 juli 1979)
- Five Go to Demon's Rocks: Part 2 (25 juli 1979)
- Five Go Down to the Sea: Part 1 (1 augustus 1979)
- Five Go Down to the Sea: Part 2 (8 augustus 1979)